# Casa assombrada

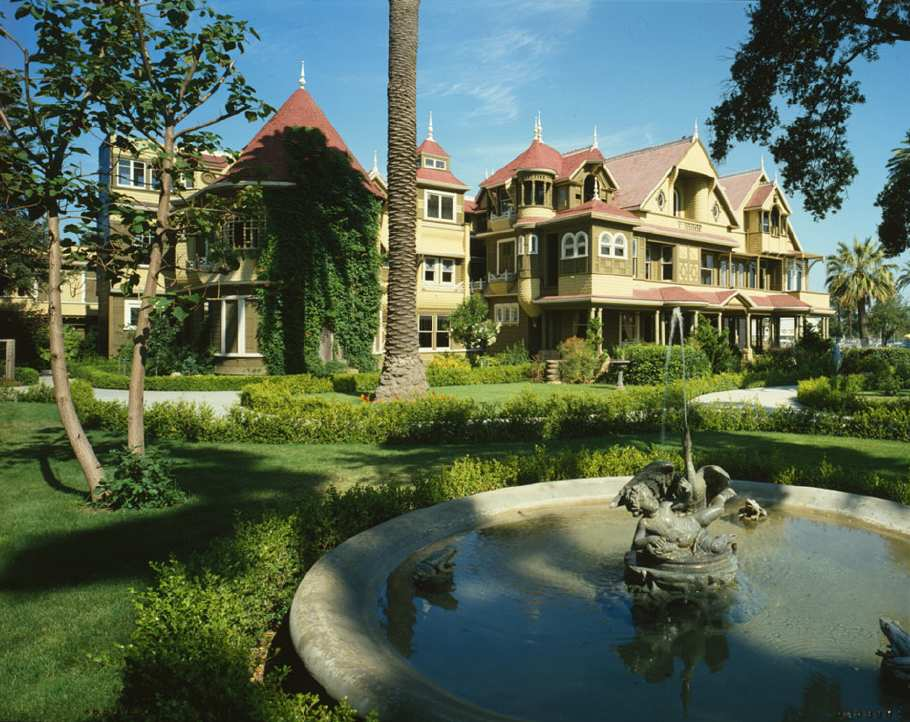
A misteriosa Mansão Winchester

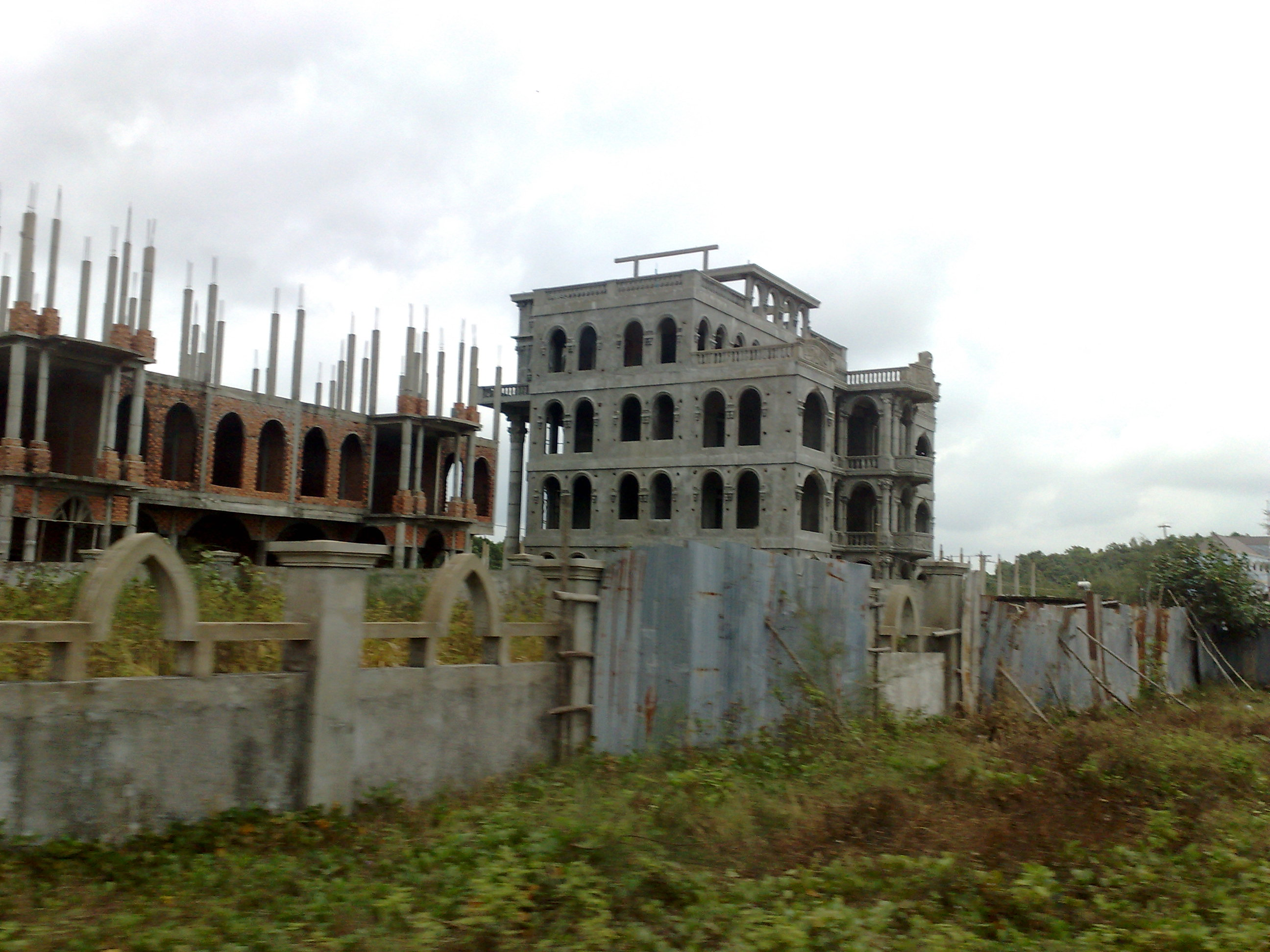
Uma casa assombrada em Kompong Som, Camboja

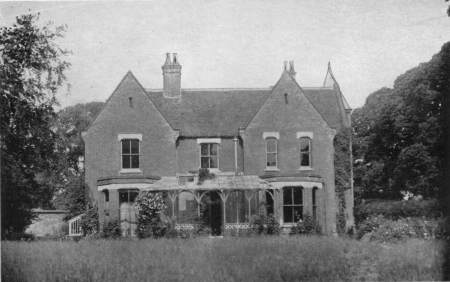
Casa assombrada de Borley

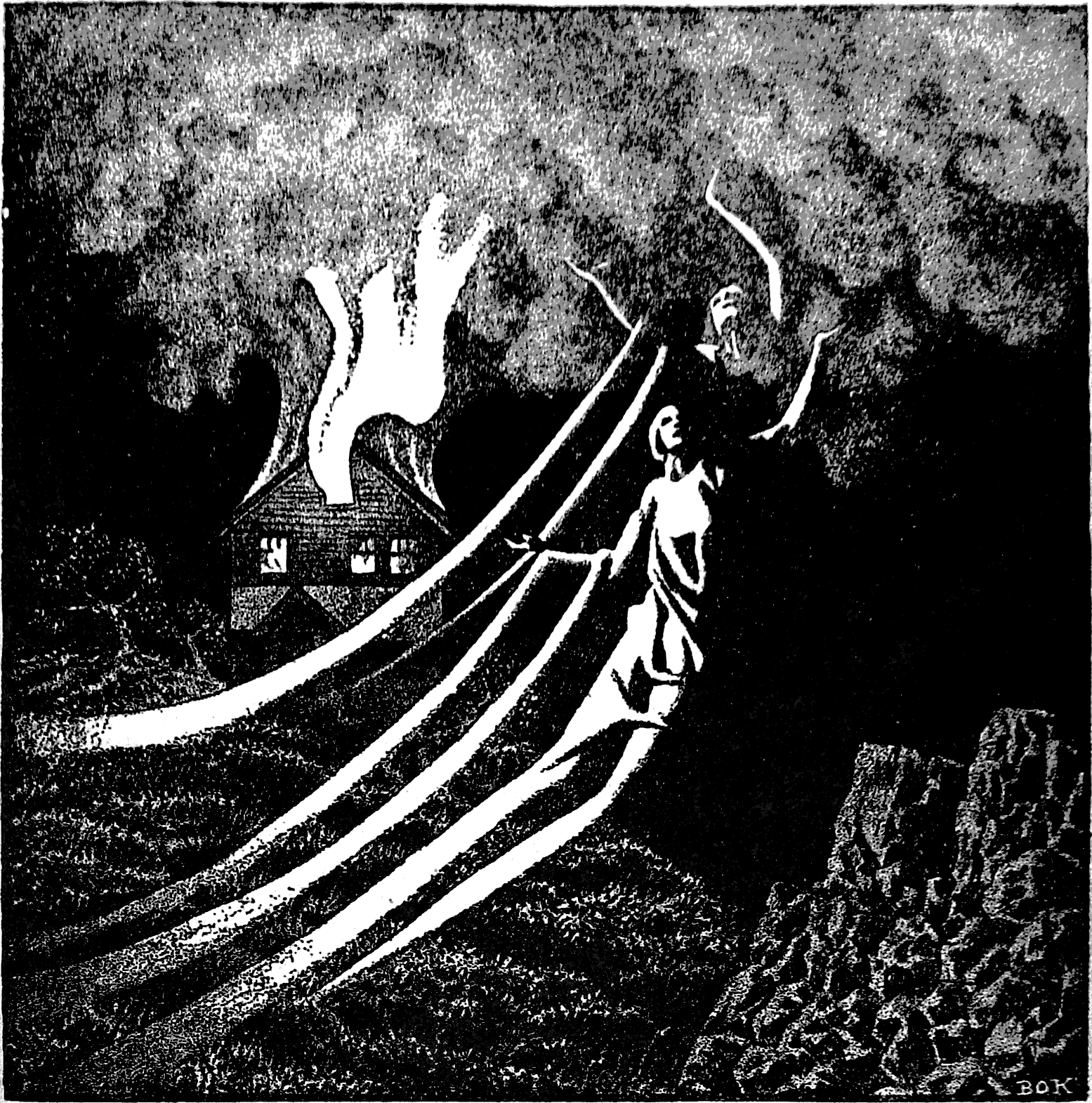
Ilustrações da revista Weird Tales, de setembro de 1941

Casa assombrada, infestação ou casa mal-assombrada é uma casa na qual supostamente acontecem eventos insólitos sem que se encontre uma causa física para os mesmos. Tais eventos podem ser desde ruídos ou movimentação de objetos até alegadas aparições de vultos mais ou menos distintos os quais são denominados assombrações.

## Definições
De acordo com o professor Carlos Alberto Tinoco, autor de Poltergeists, Fenômenos Paranormais de Psicocinesia Expontânea, apesar de terem várias características em comum, os dois fenômenos são distintos. Os casos de assombramento, assombração ou haunting (pelos ingleses), hantise (pelos franceses) e infestazione (pelos italianos) são estudados pelos pesquisadores da Psychical Research Foundation Inc., de Durham, EUA, que investigam exclusivamente os fenômenos relativos às manifestações que sugerem a presença de pessoas mortas (fenômenos Theta), fazem distinção entre os dois aludidos fenômenos.
O notável pesquisador Ernesto Bozzano, na sua obra Dei fenomeni d'Infestazione, após estudar quinhentos e trinta e dois casos paranormais escolhidos, conseguiu enquadrar trezentos e setenta e quatro deles na categoria de assombramento ou haunting. Os cento e cinquenta e oito restantes foram classificados como poltergeist, isto é, fenômenos Recurrent Spontaneous Psycho Kinesis (RSPK). Bozzano arrisca uma definição para assombramento:
Os fenômenos de assombramento compreendem esse conjunto de manifestações misteriosas e inexplicáveis cujo traço característico essencial é o de ligarem-se de maneira especial a um local determinado. (ver revista Reformador, agosto de 1976, página 238, artigo de Hermínio Miranda). Diz ainda Bozzano que nada mais misterioso nos casos de assombramento do que o prolongamento de alguns deles, mantendo-se ativos, muitas vezes, através de séculos. Tais fenômenos se ligam, em sua esmagadora maioria, ao problema da morte, o que os coloca na categoria de  manifestação Theta.
Os casos de haunting ou assombramento:
- Sempre estão ligados a certos locais por tempo relativamente longo. Alguns deles se misturam aos aspectos pitorescos e folclóricos de certas casas de espetáculo, teatros, etc.
- Apresentam visões de fantasmas, alguns diáfanos, outros suficientemente corporificados, a ponto de serem fotografados.
- Apresentam, como característica importante, sons de gemidos, soluços ou vozes humanos, nítidas ou não.
- Nem sempre apresentam um conjunto de manifestações objetivas com caráter nitidamente intencional, como acontece com os casos de RSPK.
- Apresentam manifestações, na sua maioria, de natureza subjetiva.
- Apresentam-se de modo tal que qualquer das suas múltiplas manifestações subjetivas nem sempre é vista, ao mesmo tempo, por todos os circunstantes.
- Apresentam, em alguns casos, visões de fantasmas cujas características individuais, como vestimentas, posturas, e outros detalhes, são sempre as mesmas, apesar de tais visões serem observadas por pessoas diferentes e em épocas diferentes. Muitos fantasmas são vistos trajando roupas em moda há vários séculos. O confronto dos depoimentos das pessoas vítimas de assombramento, gerações após gerações, revela que um mesmo tipo de fantasma, por exemplo, encontra-se como que ligado ao local assombrado. Bozzano acredita ser essa uma das características marcantes do fenômeno. Para ele, a fixação do Agente Theta (fantasma) a certos locais está na razão direta da intensidade daquilo que o referido estudioso classifica como monodeísmo (por anos e anos - afirma Bozzano - e até por séculos, o fantasma não consegue pensar noutra coisa a não ser no seu problema íntimo, nos dramas, nas vinganças, nos amores que viveu, tudo tendo como palco o local do haunting.
- Diferentemente dos casos de RSPK, não apresentaram, até hoje evidências seguras de que estejam ligados a uma pessoa, chamada de epicentro do fenômeno.

Os fenômenos de RSPK, talvez por serem mais registrados e estudados, comportam uma classificação e um estudo mais detalhado. Genericamente, os fenômenos de Poltergeist:
- Caracterizam-se pela movimentação paranormal de objetos, fenômeno que é conhecido por transporte ou apport.
- Apresentam, como característica mais importante, uma intencionalidade, seletiva ou não. Assim, por exemplo, o RSPK pode queimar mais preponderantemente as roupas de determinada pessoa, ou atingir mais fortemente o cômodo da casa habitado por alguém. Pode provocar travessuras com o propósito de assustar. Pode também manifestar-se até que determinado compromisso seja desfeito (desquite, casos amorosos, etc). A intencionalidade, quando pode ser constatada, é a característica mais importante dos fenômenos de RSPK.
- Apresentam alguns casos especiais de transporte, que se caracterizam pelo fato de objetos serem retirados de dentro para fora e vice-versa, de recintos, armários, cofres, etc, estando estes hermeticamente fechados. (A penetração paranormal da matéria através da matéria é chamada de hiloclastia por René Sudré.)
- Apresentam, em algumas ocasiões, ocorrências de combustão espontânea.
- Podem apresentar casos de desaparecimento de objetos diversos, tais como dinheiro, joias, roupas, etc. (metafanismo).
- Podem apresentar ruídos estranhos, tais como sons provocados pela quebra por impacto, de adornos e utensílios domésticos, vidros, quadros, louças, etc. Alguns deles são assustadores, ocorrendo ou não a quebra de qualquer objeto.
- Apresentam, sempre de início, queda de pedras de tamanhos variados que provocam ruídos e podem danificar a residência atingida. Outros objetos, tais como pedaços de madeira, rebocos de  paredes, cacos de barros ou pilhas elétricas usadas, por exemplo, podem também ser atirados contra a casa que está sendo vítima do RSPK. Deve-se destacar que, na sua grande maioria, as pedras e os demais objetos atirados raramente são vistos iniciar suas trajetórias. Aparecem misteriosamente no ar e são vistos ou em movimento, ou surgindo nos locais para onde são transportados.
- Podem apresentar casos em que os objetos que são deslocados formem trajetórias anormais, em desacordo com as leis da dinâmica. Em um caso de RSPK ocorrido em Manaus, as pedras atiradas contra a casa seguiam curvas que estavam em desacordo com a física.
- Apresentam sempre mais ocorrências objetivas que os casos de haunting.
- Sempre estão ligados à presença de uma pessoa a quem os estudiosos chamam de epicentro. Normalmente, trata-se de um adolescente.[2]

## Casas assombradas na literatura

Mansão de Amityville

Alguns casos se notabilizaram e foram estudados pela parapsicologia. Posteriormente foram adaptados aos livros, como o de Jay Anson, Horror em Amityville, sobre a Família Lutz que, em 1976, foi atormentada por entidades inferiores durante os 27 dias que viveram em uma casa na Ocean Avenue, 112, em Amityville, Long Island, Estados Unidos. A história passaria em seguida às telas de cinema com o nome de Horror em Amityville, de 1979.